# Akalat brun
Illadopsis fulvescens
Espèce
Statut de conservation UICN

 LC  : Préoccupation mineure
L’Akalat brun (Illadopsis fulvescens) est une espèce de passereaux de la famille des Pellorneidae.

## Répartition
Son aire s'étend à travers l'Afrique équatoriale.

## Habitat
Il habite les forêts sèches tropicales et subtropicales et les forêts humides tropicales et subtropicales de basse altitude.